# Талейран-Перигор, Эдмон де
Александр Эдмон де Талейран-Перигор (фр. Alexandre Edmond de Talleyrand-Périgord); 1 августа 1787, Париж — 14 мая 1872, Флоренция) — герцог Талейран, герцог Дино, французский генерал-лейтенант, пэр Франции. Племянник государственного деятеля Шарля Мориса де Талейран-Перигора.

## Биография
Сын Аршамбо де Талейран-Перигора (1762—1838) из обедневшей, но очень знатной дворянской семьи, и его жены Мадалены Оливье де Сенозан де Вервилль (1764—1794). В 1808 году его дядя Шарль Талейран, министр иностранных дел Наполеона, в ходе конгресса в Эрфурте предложил российскому императору Александру I свои услуги тайного осведомителя, взамен попросив, среди прочего, устроить его племяннику выгодный брак с богатейшей наследницей Доротеей фон Бирон (1793—1862), внучкой регента Российской империи Эрнста Бирона. Эдмон и Доротея поженились уже в 1809 году во Франкфурте-на-Майне. 
Их дети:
- Наполеон-Луи (12.03.1811—21.03.1898), герцог Талейран[1], 2 брака, 5 детей
- Доротея Шарлотта Эмилия (09.04.1812—10.05.1814)
- Александр-Эдмон (15.12.1813—09.04.1894), герцог Дино, 4 детей
- Жозефина-Паулина (29.12.1820–10.10.1890), муж - Анри де Кастеллан, сын маршала де Кастеллана, 2 детей

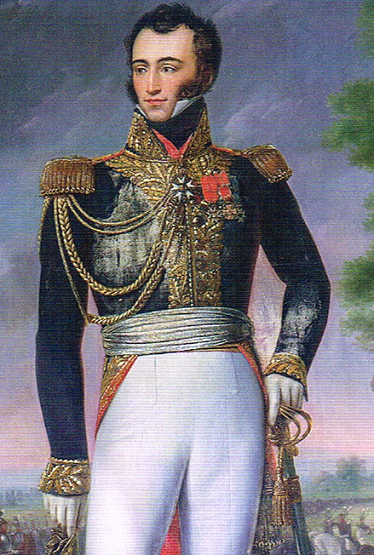
Жозеф Шабор. Портрет Эдмона де Талейрана.

Эдмон де Талейран-Перигор начал военную службу лейтенантом, затем капитаном 5-го гусарского полка, и офицером для поручений при маршале Бертье. В 1807 году он стал шевалье ордена Почётного легиона. В 1809 году сражался против Австрии, в частности, в битве при Эсслинге. После поражения Австрии стал шевалье Австрийского ордена Леопольда. В 1810 году — граф империи.
В 1812 году — полковник восьмого полка конных егерей. В 1813 году — командир конно-егерской бригады, в бою под Мюльбергом попал в плен. Вернулся во Францию после Реставрации Бурбонов, получил назначение в королевскую гвардию. Во время Ста дней отказался поддержать Наполеона.
Когда в 1817 году его дядя, за помощь другой ветви Бурбонской династии в возвращении им Королевства Обеих Сицилий, получил титул герцога де Дино, и, уже имея немало титулов, сразу передал титул герцога Дино своему племяннику. К этому времени новоявленная герцогиня Дино уже давно являлась любовницей Шарля Талейрана, в то время как её брак с его племянником был через какое-то время формально расторгнут.
В 1821 году Эдмон Талейран был произведен в генерал-лейтенанты, и включен в число пэров Франции.
Женился повторно, в 1864 году, уже пожилым человеком на вдове дипломата Иде Ульрике МакДонелл. Скончался в Италии.

## Французские награды
Легионер ордена Почётного легиона (25 марта 1804 года)
 Офицер ордена Почётного легиона (10 марта 1810 года)
 Командан ордена Почётного легиона (1815)
 Шевалье военного ордена Святого Людовика (1815)
 Командан военного ордена Святого Людовика (1823)
 Великий офицер ордена Почётного легиона (1 мая 1821)